# Hotel María Cristina

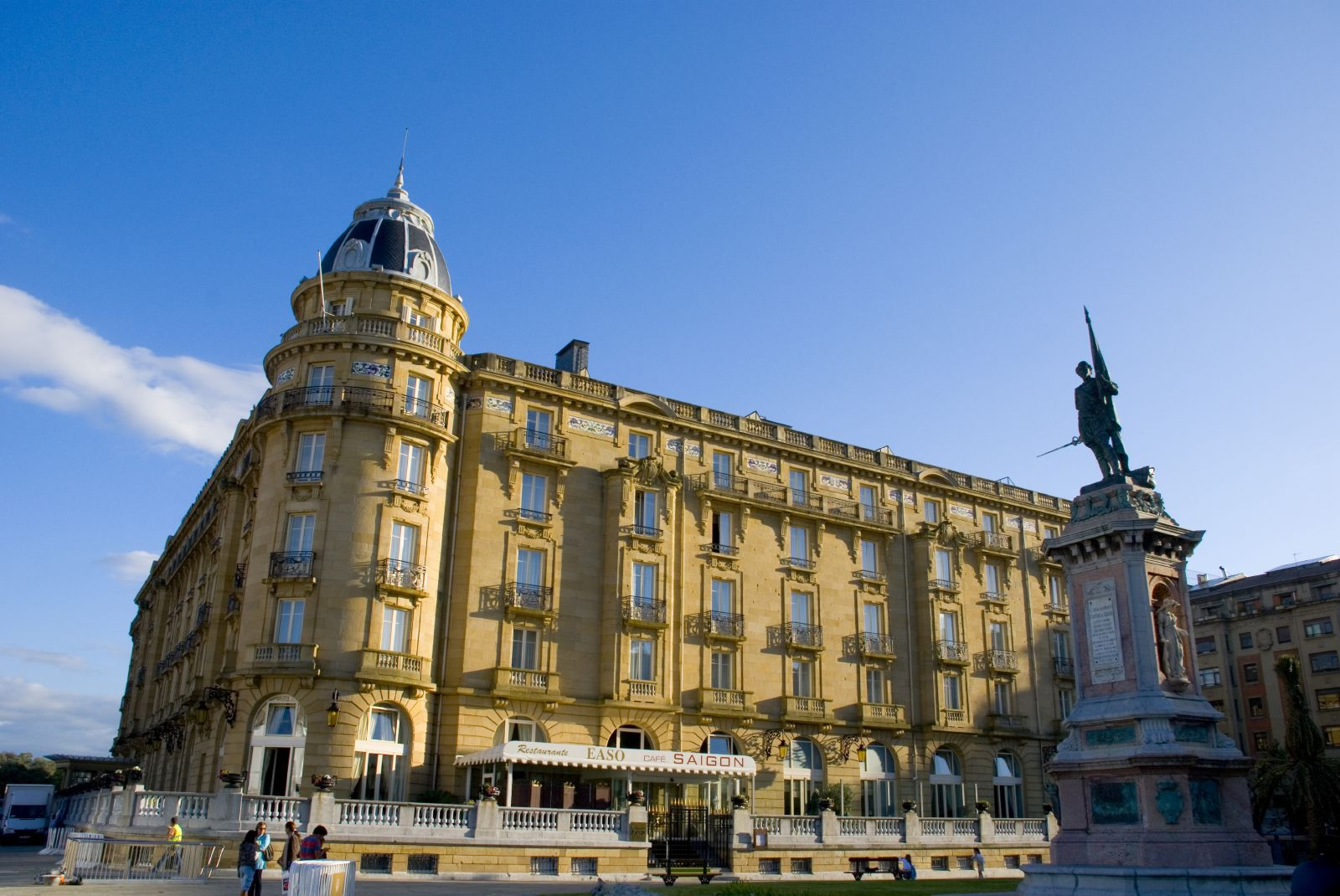
Vista del Hotel María Cristina

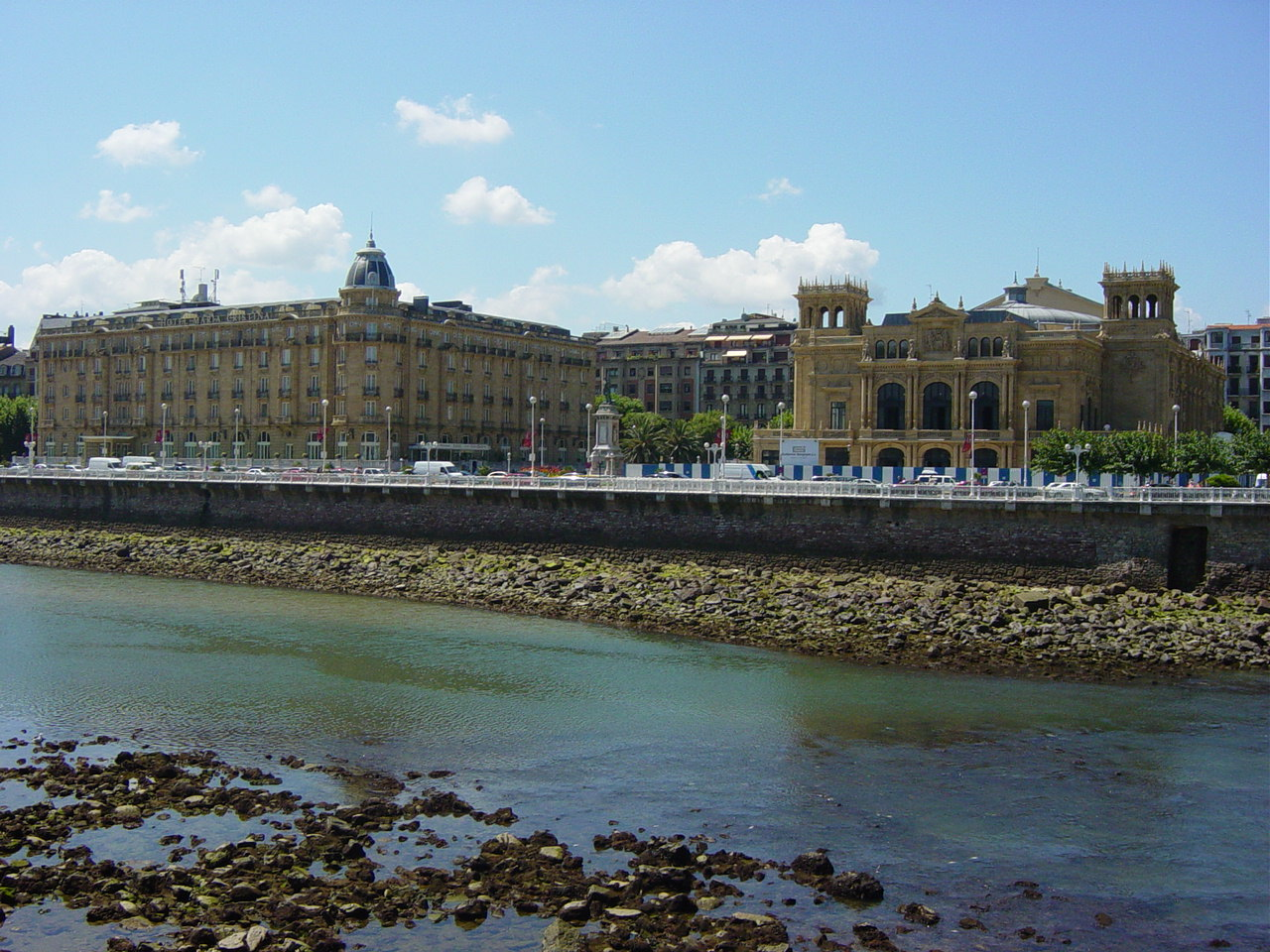
A la izquierda el Hotel María Cristina y a la derecha el Teatro Victoria Eugenia.

El Hotel María Cristina es un hotel situado en la ciudad de San Sebastián (Guipúzcoa), España. Inaugurado en 1912, protagonizó la belle époque donostiarra y es el alojamiento principal de las estrellas que acuden al Festival Internacional de Cine de San Sebastián. En él se han alojado personajes históricos tan diversos como León Trotski, Mata Hari, Maurice Ravel, Coco Chanel, Bette Davis, Audrey Hepburn, Alfred Hitchcock, Steven Spielberg o Mick Jagger.

## Historia
A comienzos del siglo XX San Sebastián comenzaba a convertirse en uno de los más importantes destinos turísticos de la burguesía española y europea. El desarrollo arquitectónico de la ciudad a partir del Ensanche racionalista de Cortázar, culminado en 1913, había configurado una ciudad de claro corte afrancesado a la que se pretendía dotar de los más avanzados equipamientos. Con este fin, un grupo de donostiarras visionarios creó en 1902 la Sociedad de Fomento de San Sebastián, un organismo privado cuyo principal objetivo era dotar a la ciudad de un gran hotel de lujo y de un teatro.
Se barajaron diversas opciones para situar ambos edificios, que en cualquier caso se edificarían juntos. Una de las opciones consideradas fue construirlos frente a la bahía de La Concha. Finalmente, se tomó la decisión de edificarlos en los jardines de la Zurriola, un amplio parque urbano al borde de la desembocadura del río Urumea, donde se encontraba una escultura del Almirante Oquendo que aún hoy continúa en su sitio original. El Ayuntamiento de San Sebastián cedió dicho espacio con la condición de que tanto el hotel como el teatro pasaran a ser propiedad municipal al cabo de un período de 70 años desde su apertura.
En 1909 comenzaron, de forma simultánea, las obras de construcción del teatro y del hotel. El teatro fue concebido por el arquitecto Francisco Urcola, quien se basó en otros teatros europeos de reciente construcción. El hotel, por su parte, fue ideado por Charles Mewes, autor de varios hoteles Ritz en Europa, como, por ejemplo, los de Madrid y París, y Urcola llevó a cabo la dirección del proyecto.
Finalmente, en 1912 fueron inaugurados el Teatro Victoria Eugenia y el Hotel María Cristina, a cuya inauguración acudió la Reina María Cristina. El teatro y el hotel configuraban, a partir de entonces, uno de los conjuntos monumentales más sobresalientes de la ciudad. Su época de esplendor coincidió con la belle époque donostiarra, es decir, con el período de la Primera Guerra Mundial, durante la cual San Sebastián se convertiría en el centro europeo de reunión de las clases acomodadas. Tras la Guerra Civil y la posguerra, el hotel recuperaría el esplendor perdido con la creación del Festival Internacional de Cine de San Sebastián, cuyas estrellas se alojarán desde entonces y cada año en el hotel. De hecho, la proximidad del hotel al Teatro Victoria Eugenia posibilitaba el paso de las estrellas de uno a otro por una alfombra roja, que se convertiría en uno de los elementos distintivos del Festival a nivel internacional.
En los años cincuenta se añadió una nueva ala al edificio, que pasaba a tener forma de U en lugar de la forma en L original. En 1982, el Hotel María Cristina pasó a manos del Ayuntamiento. Durante los años 1987 y 1988 cierra sus puertas para renovarse y adquirir la categoría de 5 estrellas (hasta entonces era de 4). Parte del coste de estas obras de renovación fue sufragada gracias a la venta de una de las partes del ala añadida a la L original en los años cincuenta para destinarla a la construcción de apartamentos. Desde entonces, el edificio es propiedad municipal y la explotación se concede a una cadena internacional de hoteles. Actualmente, el hotel está gestionado por la división de hoteles de lujo The Luxury Collection de la cadena Marriott Hotels, que llevó a cabo una controvertida modificación en su decoración. Anteriormente fue gestionado por las cadenas Leading Hotels of the World y Westin.

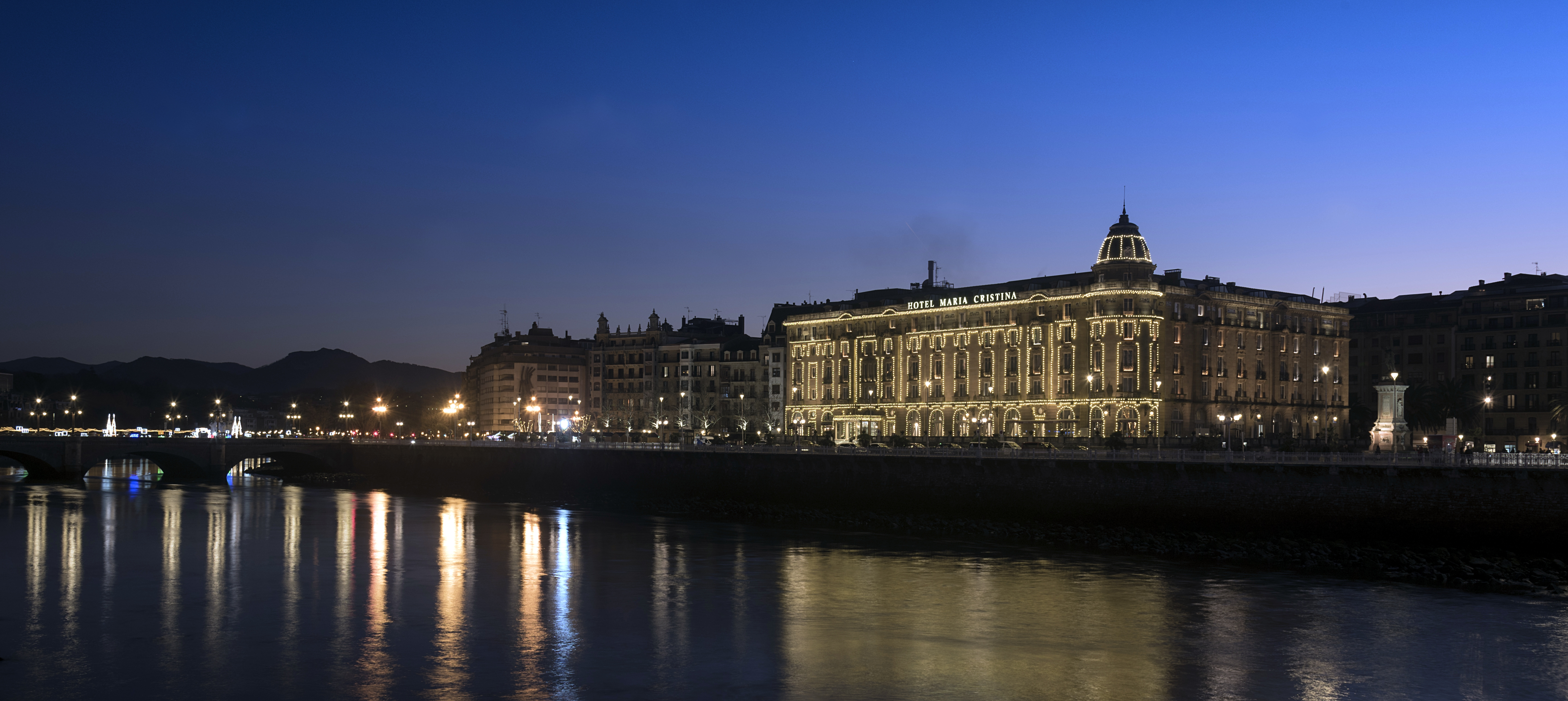
Vista nocturna del Hotel María Cristina